# Маунт-Кармел (цвинтар)
Маунт-Кармел — єврейський цвинтар в Нью-Йорку.
Меморіальний комплекс Маунт-Кармел був названий на честь гори Кармель в Ізраїлі. Розташовується на території понад 100 акрів на кордоні Квінзу та Брукліну у Нью-Йорку.
Цвинтар заснований на початку XX століття, на його території розташовані усипальниці понад 85 тисяч жителів США. Серед них багато відомих діячів мистецтва і культури — письменник Шолом-Алейхем, редактор і журналіст Авраам Каган, поет Моріс Розенфельд, політик Мейєр Лондон, театральний діяч Яків Адлер, правозахисниця і конгресмен Белла Абзуґ, комедійний актор Ґенні Янгман, актор Джордж Тобіас, поет, драматург і композитор Ільяс Малаєв і багато інших.
Цвинтар містить 5 секцій — в Глендейлі та Ріджвуді. В останні 25 років після великої імміграції бухарських євреїв з Середньої Азії в США, особливо в Нью-Йорк, нині покійний доктор наук Меєр Бінямінов купив ділянку на кладовищі для своєї громади, і там є частини, де спочивають бухарські євреї, включаючи відомих діячів мистецтва і культури.